# Aurelio Rivera
Aurelio Rivera (* 25. Oktober 1965 in Anáhuac, Nuevo León), auch bekannt unter dem Spitznamen El Coreano (dt. Der Koreaner), ist ein ehemaliger mexikanischer Fußballspieler auf der Position eines Verteidigers und späterer -trainer.

## Laufbahn
Rivera begann seine aktive Laufbahn bei seinem Heimatverein Tampico-Madero FC, für den er in den beiden letzten Punktspielen der Saison 1986/87 in der mexikanischen Primera División debütierte. Bereits in der darauffolgenden Saison 1987/88 kam er durchschnittlich in jedem zweiten Spiel zum Einsatz und erzielte das erste Saisontor seines Vereins im Heimspiel gegen den CF Monterrey zur 1:0-Führung (Endstand 2:2) am ersten Spieltag.
1989 unterschrieb Rivera beim Hauptstadtverein Cruz Azul und zwei Jahre später wechselte er zum Puebla FC, mit dem er bereits wenige Monate nach seiner Ankunft den CONCACAF Champions Cup gewann. Am Ende derselben Saison (1991/92) erreichte er mit den Camoteros die Finalspiele um die mexikanische Meisterschaft. Diese wurden in der Verlängerung, unter anderem durch ein Eigentor Riveras, gegen den Club León verloren.
Während seiner Zeit beim Puebla FC, bei dem er bis 1999 blieb, wurde er wegen eines Autounfalls, bei dem er in betrunkenem Zustand zwei Marathonläufer angefahren hatte, zu einer zweijährigen Haftstrafe verurteilt.
Zwischen 1999 und 2001 ließ er seine aktive Laufbahn bei den ebenfalls in Puebla beheimateten Lobos de la BUAP ausklingen.
Später arbeitete Rivera als Trainer und war unter anderem als Cheftrainer für den Zweitligisten Alacranes de Durango und den Drittligisten Ángeles de Comsbmra verantwortlich.